# أوغو فريجيريو
أوغو فريجيريو (Ugo Frigerio) هو لاعب أولمبي لرياضة ألعاب القوى من إيطاليا. شارك في الأولمبياد الصيفي في 1920–1932، وفاز بما مجموعه 4 ميداليات.

## الميداليات
| ذهب | فضة | برونز | المجموع |
| 3   | 0   | 1     | 4       |

## روابط خارجية
- أوغو فريجيريو على موقع الاتحاد الدولي لألعاب القوى (الإنجليزية)
- أوغو فريجيريو على موقع الاتحاد الأوروبي لألعاب القوى (الإنجليزية)
- أوغو فريجيريو على موقع الاتحاد الإيطالي لألعاب القوى (الإيطالية)
- أوغو فريجيريو على موقع اللجنة الأولمبية الدولية (الإنجليزية)
- أوغو فريجيريو على موقع أوليمبيديا (الإنجليزية)
- أوغو فريجيريو على موقع اللجنة الأولمبية الإيطالية (الإيطالية)